# Convenzione di Klosterzeven
La Convenzione di Klosterzeven (o di Kloster-Zeven, in tedesco Konvention von Kloster Zeven) è un trattato firmato il 10 settembre 1757 a Zeven presso un convento (in tedesco Kloster, oggi museo)  tra il duca di Richelieu, che aveva rimpiazzato il duca d'Estrées al comando delle armate francesi, e il duca di Cumberland, comandante dell'"Armata hannoveriana di Osservazione", nel corso della guerra dei sette anni.
L'"Armata di Osservazione" condotta dal duca di Cumberland, composta per circa 2/3 da hannoveriani e per il resto da truppe dell'Assia, del Brunswick-Wolfenbüttel e prussiani, si era scontrata con i francesi ad Hastenbeck il 26 luglio ed era stata gravemente sconfitta. La ritirata verso nord aveva portato gli hannoveriani a trovarsi in una brutta posizione nei pressi di Stade.
Federico V di Danimarca era obbligato da un trattato all'invio di truppe a difesa dei ducati di Brema e Verden, entrambi governati in unione personale con la Gran Bretagna e l'Hannover. Ansioso di preservare la neutralità del suo paese, Federico V si prestò come mediatore per favorire un accordo tra i due comandanti.
I termini prevedevano condizioni pesanti: i contingenti originari del Brunswick e dell'Assia dovevano ritornare nelle loro terre d'origine. Metà delle forze hannoveriane dovevano essere internate a Stade, mentre la parte restante doveva ritirarsi attraversando il fiume Elba. Gran parte dell'Hannover sarebbe rimasto sotto l'occupazione francese, ad eccezione di aree demilitarizzate. Molti punti erano stati però lasciati oscuri e presto erano sorte controversie.
L'accordo sollevò scandalo in Gran Bretagna e non fu ratificato da Giorgio II di Gran Bretagna, principe elettore di Hannover. Per ovvie ragioni preoccupava moltissimo Federico II di Prussia, visto che nulla avrebbe impedito l'avanzata francese da ovest, a partire dalla presa di Magdeburgo, nella stagione favorevole successiva. Egli si risolse così a compiere un'audace manovra che portò alla vittoria di Roßbach il 5 novembre 1757. La sconfitta dei francesi incoraggiò re Giorgio a sconfessare pubblicamente il trattato, secondo i voleri di Pitt, e l'Hannover rientrò nel conflitto l'anno seguente. Il duca di Camberland, caduto in disgrazia, rientrò in patria e fu rimpiazzato dal più abile duca Ferdinando di Brunswick-Wolfenbüttel, che aveva comandato l'ala destra prussiana a Rossbach.